# Rixe de musiciens
Pour les articles homonymes, voir Rixe.
Rixe de musiciens est un tableau peint par Georges de La Tour entre 1620 et 1630 (la date exacte n'est pas connue). Autrefois attribué à Caravage, le tableau a fait partie de la collection de lord Trevor. Il est identifié comme un Georges de La Tour en 1958 par Charles Sterling et François-Georges Pariset. Mis en vente en 1972, il est acquis par le J. Paul Getty Museum en 1973. 

## Description
La composition s'organise telle une frise, avec cinq personnages (une femme et quatre hommes) représentés à mi-corps. La composition resserrée permet d'analyser leurs différences en termes de sexe, d'âge et d'expression. 
Le tableau s'inscrit dans le style caravagesque. Le clair-obscur est marqué et les couleurs sont sombres, tirant sur les bruns et les gris. Contrairement à beaucoup de tableaux de Georges de La Tour, la source lumineuse n'est pas visible (alors que souvent il peint une bougie). 
Les quatre hommes de la scène sont des musiciens ambulants. Le tableau constitue un témoignage des différents instruments de musique pratiqués au XVIIe siècle. De gauche à droite, le peintre représente un joueur de vielle à roue, un joueur d'instruments à vent (probablement une chalemie et une bombarde), un joueur de cornemuse et un violoniste. Le thème du vielleur est cher à Georges de la Tour (voir les tableaux Le Vielleur ou encore Le Vielleur au chien).
Le thème du tableau est une rixe, un combat entre les deux musiciens au centre de la composition. Celui de droite asperge l'autre avec du jus de citron, en direction des yeux. L'interprétation proposée est que le vielleur est nouveau en ville, et qu'il se voit confronté aux musiciens déjà présents. Bien souvent, les joueurs de vielle étaient des aveugles. Le joueur de bombarde a donc voulu vérifier la cécité du vielleur, au cas où il l'inventait pour attirer la pitié des passants. Si le personnage à gauche, probablement la femme du vielleur, est apeurée, les deux compagnons de l'attaquant rient de la scène.